# Diego Rivarola
Diego Gabriel Rivarola Popón (Mendoza, 14 luglio 1976) è un ex calciatore argentino, di ruolo attaccante.

## Caratteristiche tecniche
Giocò come attaccante.

## Palmarès

### Club

#### Competizioni nazionali
- Campionato cileno: 4

Universidad de Chile:  2000, 2004 (A),  2011 (A),  2011 (C),
- Copa Chile: 1

Universidad de Chile: 2000

#### Competizioni internazionali
- Coppa Sudamericana: 1

Universidad de Chile: 2011

### Individuale
- Capocannoniere della Primera División de Chile: 1

2009 (C) (13 gol)